# Lixophaga beardsleyi
Lixophaga beardsleyi är en tvåvingeart som beskrevs av Hardy 1981. Lixophaga beardsleyi ingår i släktet Lixophaga och familjen parasitflugor. Inga underarter finns listade i Catalogue of Life.